# Paul Fortier
Paul Rafael Fortier (San Francisco, 27 gennaio 1964) è un ex cestista e allenatore di pallacanestro statunitense con cittadinanza francese, professionista in Francia, in Spagna e in Grecia.

## Carriera
È stato selezionato dai Washington Bullets al quinto giro del Draft NBA 1986 (104ª scelta assoluta).
La sua carriera da professionista si è svolta quasi interamente nel campionato francese, eccezion fatta per le esperienze al Basket Rimini, al Sevilla, allo Ionikos Nea Filadelfia e al Manresa dove ha poi chiuso col basket giocato.

## Palmarès
- Coppa di Francia: 2

Cholet: 1998, 1999